# Adam Shaban
Adam Shaban (Nairobi, 28 de fevereiro de 1983) é um ex-futebolista profissional queniano que atuava como defensor.

## Seleção nacional
Adam Shaban representou o elenco da Seleção Queniana de Futebol no Campeonato Africano das Nações de 2004.